# Cor Braasem
Cor Braasem   (Sibolga, 15 de maig de 1923 - Alacant, 14 de febrer de 2009) va ser un waterpolista i entrenador neerlandès que va competir durant les dècades de 1940 i 1950.
El 1948 va prendre part en els Jocs Olímpics de Londres, on va guanyar la medalla de bronze en la competició de waterpolo. Quatre anys més tard, als Jocs de Hèlsinki, fou cinquè en la mateixa competició.
També guanyà el Campionat d'Europa de waterpolo de 1950. El 1953 es retirà i passà a exercir tasques d'entrenador, primer del CN Barcelona i la selecció espanyola de waterpolo, i entre 1959 i 1962 de la selecció neerlandesa. Passà els darrers anys de la seva vida a Espanya.